# Robyn Alders
Robyn Gwen Alders es la primera científica veterinaria en ser nombrada Oficial de la Orden de Australia. Es más reconocida por su trabajo en seguridad alimentaria y por las mejoras en la salud de las aves de corral en los países en desarrollo. El trabajo de Alders en el mantenimiento de la salud de las pequeñas bandadas de aves de corral ayuda a las mujeres sin recursos a proporcionar un apoyo nutricional y financiero adecuado para sus familias.

## Biografía y educación temprana
Robyn Alders nació y se crio en una granja en Taralga, Nueva Gales del Sur. Educada localmente en Taralga Public School, y luego en Crookwell High School, ella fue la primera en su familia que se matriculó en la escuela secundaria. Durante la escuela secundaria, fue una académica estadounidense de servicio de campo y pasó 12 meses en Concordia, Kansas. Animados por las reformas educativas promulgadas por el Primer Ministro Gough Whitlam que proporcionaron educación terciaria gratuita, Alders se embarcó en una licenciatura en Ciencias Veterinarias en la Universidad de Sídney.
Después de graduarse como veterinaria de la Universidad de Sídney, Alders realizó un estudio en medicina de grandes animales recibiendo un Diploma de Estudios Clínicos Veterinarios. Luego se mudó a la Escuela de Medicina John Curtin en la Universidad Nacional de Australia, donde completó su doctorado investigando la inmunología del embarazo (tesis-1989-: Immunobiology of utero-ovarian peripheral lymph in sheep).

## Trabajos veterinarios
Mientras vivía en la residencia estudiantil del Wesley College en la Universidad de Sídney, Alders se asoció con Community Aid Abroad. Esta asociación la llevó a buscar un puesto en un país en desarrollo al finalizar su doctorado. Trabajó como profesora durante tres años en la recién fundada Escuela de Medicina Veterinaria en la Universidad de Zambia. Luego pasó tres años trabajando como Oficial de Proyectos en África Meridional para Ayuda Comunitaria en el Extranjero, dedicando gran parte de su tiempo a contribuir a la renovación de la producción agrícola a pequeña escala al final de la guerra civil mozambiqueña.
Los pollos de las aldeas representan una fuente de insumos bajos de nutrición e ingresos, generalmente bajo el cuidado de mujeres, en países subdesarrollados. Las razas avícolas indígenas son en gran medida autosuficientes. Sus comportamientos naturales de barrido y descanso permiten que se mantengan con una inversión inicial baja y un mínimo de insumos para alimentos o vivienda. En condiciones de buena salud, se reproducen rápidamente y proporcionan una excelente fuente de nutrición de alta calidad a través de huevos y carne, o pueden generar ingresos por la venta de estos productos. El mantenimiento de la salud de las pequeñas bandadas de aves de corral puede representar la única oportunidad para que las mujeres sin recursos proporcionen un apoyo nutricional y financiero adecuado para su familia.
Durante su tiempo en el sur de África, Alders se dio cuenta de la importancia de los pollos de las aldeas en las vidas de las personas en comunidades subdesarrolladas. Era evidente que la enfermedad viral de Newcastle (ND) era endémica y causaba una mortalidad significativa y pérdida de producción en estas pequeñas bandadas. El desarrollo de una vacuna termotolerantepara ND significó que, por primera vez, el control de esta importante enfermedad del ganado era posible en las regiones más remotas y menos desarrolladas. Junto con el profesor Spradbrow, la doctora Alders recibió fondos del Centro Australiano para la Investigación Agrícola Internacional(ACIAR) para implementar un programa de administración de vacunas en el campo en Mozambique. Se han utilizado programas similares de vacunas contra la enfermedad de Newcastle en toda África y el sudeste asiático.
Desde 2004, Alders también ha estado involucrada en el control y la preparación de la Influenzavirus A subtipo H5N1 en Etiopía, Indonesia, Kenia, Laos, Malawi, Mozambique, Tanzania, Tailandia , Timor Oriental y Vietnam. En Indonesia, supervisó los componentes de capacitación y comunicación de la FAO. HPAI «Programa participativo de vigilancia y respuesta a las enfermedades», de mayo de 2007 a septiembre de 2009. De mayo de 2008 a junio de 2011, dirigió el Programa Internacional de Medicina Veterinaria en Tufts Cummings School of Veterinary Medicine en los Estados Unidos y sigue siendo Profesora Asociada Adjunta de este programa. De julio de 2011 a mayo de 2012, Alders fue la directora de equipo de un proyecto de control de la enfermedad de Newcastle en Angola ejecutado por el KYEEMA. Fundada y financiada por la Unión Europea.

## Proyectos
- Investigadora principal del Centro Charles Perkins, Universidad de Sídney ACIAR - Fortalecimiento de la seguridad alimentaria y nutricional a través de la integración de aves de corral y cultivos familiares en Tanzania y Zambia. [11]
- Departamento Australiano de Agricultura y Departamento de Relaciones Exteriores y Comercio (Australia) (DFAT) - Programa de Salud y Bioseguridad de las Aves de Corral de Timor Oriental.
- Red de universidades de África y Australia: crear una coalición AAUN para apoyar la mejora de la nutrición y la salud de niños menores de cinco años, madres embarazadas y madres lactantes.
- Fundación Kyeema: apoyo a la seguridad alimentaria y la creación de capacidad en los Estados miembros de la Unión Africana mediante el control sostenible de la enfermedad de Newcastle en los pollos de las aldeas.

## Premios y honores
- 2002 La Medalla Kesteven, otorgada por la Asociación Veterinaria Australiana y el Colegio Australiano de Científicos Veterinarios en reconocimiento a las contribuciones destacadas a la ciencia veterinaria internacional en el campo de la asistencia técnica y científica a los países en desarrollo.
- 2006 Medalla Belle Bruce Reid, otorgada por la Universidad de Melbourne a mujeres científicas destacadas.
- 2011 Primera mujer graduada en Ciencia Veterinaria Oficial de la Orden de Australia. Cita: «Por su servicio distinguido a la ciencia veterinaria como investigador y educador, al mantenimiento de la seguridad alimentaria en los países en desarrollo a través de programas de manejo de ganado y control de enfermedades, y a la industria avícola australiana».[1]
- 2011 La Universidad de Sídney Premio de Alumnos 2011 por Logros Internacionales.
- 2012 La Medalla de la Fundación Wesley College.
- 2014 Medalla The Crawford Fund por trabajo extenso e impacto en la investigación agrícola internacional en Asia y África.[4]

- En 2012 360 degrees films realizaron un documental sobre el trabajo de Robyn Alders.[11]

## Publicaciones
- Controlling Newcastle Disease in Village Chickens: A Training Manual, 2002; 2ª Edición, 2003.
- Success story on the control of Newcastle disease in village chickens using thermotolerant vaccines, 2003.
- Poultry for profit and pleasure. Diversification Booklet No. 3, 2004.